# Josep Maria Berenguer i Sánchez
Josep Maria Berenguer i Sánchez (Barcelona, 6 de juliol de 1944 - La Floresta (Sant Cugat del Vallès), 23 d'abril de 2012) fou un editor de còmics català. Va estudiar Belles Arts a Estocolm. Durant els anys 1960 i 1970 va treballar com a fotògraf i il·lustrador de portades de llibres i discos, i va viatjar en diverses ocasions als Estats Units.
A finals dels anys 1970 va coincidir amb l'editor de còmics Josep Toutain, quan ambdós col·laboraven en butlletí de l'associació de veïns de la Floresta, lloc on vivien. Aquest li va oferir diners per a crear una revista, sempre que fos de còmics. Així va néixer el 1979 la revista El Víbora i amb ella Edicions La Cúpula. Josep Maria Berenguer va morir a Barcelona als 67 anys, per causa d'un càncer.